# Hoankyoku
La Hoankyoku (保安局 ほあんきょく) fu l'agenzia di informazioni del Manciukuò.

## Contesto storico
Lo Stato del Manchukuo fu fondato nel 1932, ma molte delle forze resistenti alla dominazione giapponese si trovavano ancora su tale territorio. Erano composti da banditi o militari sbandati della Cina nazionalista o filo comunisti. Inoltre nella burocrazia del Manchukuo erano presenti molte persone infiltrate del Kuomintang cinese.
La polizia era composta da numerose etnie. A questo proposito fu necessaria creare ex-novo un organismo segreto, simile alla giapponese Tokkō.
La Hoankyoku fu fondata nel dicembre del 1937 (Kokutoku 4) sotto copertura di una divisione di polizia. Cooperava con l'Armata del Guandong, e ne riceveva informazioni e ordini. Tutti i direttori della Hoankyoku furono giapponesi.

## Struttura
Nel 1944 (Kokutoku 11)
- Divisione 1^ (affari generali)
- Divisione 2^ (investigazioni)
- Divisione 3^ (controspionaggio generale)
- Divisione 4^ (controspionaggio straniero)
- Divisione 5^ (informazioni segrete)
- Divisione 6^ (controspionaggio nelle ricerche delle frequenze radio non autorizzate)
- Divisione 7^ (controspionaggio delle comunicazioni)
- Divisione 8^ (tattiche segrete di guerra)
- Istituto Ryokuen (formazione)